# Sana (řeka)
Sana (srbsky Сана) je řeka na západě Bosny a Hercegoviny (Unsko-sanský kanton ve Federaci Bosny a Hercegoviny a region Banja Luka v Republice srbské), přítok Uny dlouhý 146 km s povodím o rozloze 3370 km².

## Průběh toku
Řeka pramení na jih od města Mrkonjić Grad (přesněji u obce Šipov), ve Federaci Bosny a Hercegoviny. Teče na sever, málo osídlenou krajinou, poté vtéká do Republiky srbské a tam protéká městy Ključ, Sanski Most a Prijedor. Za ním se stáčí na západ, do méně kopcovité krajiny; údolím řeky vede tudy i silnice a důležitá železnice. U města Bosanski Novi, na hranici s Chorvatskem se vlévá do Uny.